# 5 km (Briańsk)
5 km (ros. 5 км) – przystanek kolejowy w miejscowości Briańsk, w obwodzie briańskim, w Rosji. Położony jest na linii łączącej dwie największe stacje briańskiego węzła kolejowego: Briańsk Orłowski i Briańsk Lgowski.